# These Old Broads
These Old Broads ist ein US-amerikanischer Fernseh-Spielfilm aus dem Jahr 2001, geschrieben von Carrie Fisher. In dem Film spielen Debbie Reynolds, Shirley MacLaine, Joan Collins und Elizabeth Taylor in ihrer letzten Filmrolle.

## Handlung
In den 60er Jahren hatten die Schauspielerinnen Kate Westbourne, Pipa Grayson und Addie Holden großen Erfolg mit ihrem Film-Song Boy Crazy. Danach hörte man nichts mehr von ihnen. Jahre später möchte Wesley Westbourne die drei Frauen wieder zusammenbekommen für eine Musical-Show. Doch dies wird nicht so einfach, denn die drei Frauen hassen sich und wollen nicht zusammenarbeiten. Aber Wesley schafft es, alle drei zu überreden. Die drei streiten sich immer wieder, vieles geht schief, doch am Ende verstehen sie sich wieder und meistern die Show ganz professionell.